# Людвік Стецький
Людвік Стецький (1814—1895) — польський історик, письменник, етнограф, археолог, громадський діяч і меценат. Відомий своїми дослідженнями історії та культури Польщі, а також внеском у розвиток археології.

## Життєпис
Людвік Стецький є сином Яна Юзефа Стецького (1767—1832) і Теклі Людвігівни Вільги (1770—1832).
Був тричі одружений. Перша дружина — Юлія Чацька (1790—1827), донька Міхала Чацького (1755—1828) і Беати Потоцької (1760—1824).
У шлюбі мали 3 дітей: Генрика (1823—1895), згодом одруженого з Ядвігою Іллінською (1824—1889); Людвіку (1826—1828); Джулію (1827—1832).
Друга дружина — Амелія Понінська (1810—?). У шлюбі мали 5 дітей, з яких вижили двоє: Марія (1830—?), згодом дружина Оскара Людвіга Генріха Урсин-Пружинського (Ursyn-Pruszyński) (1820—?); Анна (1834—?), згодом дружина Едварда Адама Юліана Моренхайма (Mohrenheim) (1828—?).
Третя дружина — Олімпія Узнанська (1840—1901). У шлюбі мали 2 дітей: Вітольда (1846—1920), згодом одруженого з Юзефою Ганною Оленою Лєдоховською (1852—1937); Олександра (1849—1914), згодом одруженого з Марією Юзефою Розою Стецькою (1855—1945).
Після 1831 р. емігрував до Галичини, де заснував фабрику, згодом оселився у Кракові (Польща).
Через причетність до антиросійської діяльності Людвік Стецький не зміг успадкувати родинний маєток, тому той був конфіскований і на декілька десятиліть перетворився на казенне містечко. Після амністії, дарованої імператором Олександром II, маєток повернули Генрикові Стецькому, який подарував його Вітольдові Стецькому. Далі маєток перейшов у власність до Адама Стецького, а потім до Юзефа Стецького, який володів ним до 1939 р. Після Другої світової війни маєток Стецьких пристосували під інтернат.

## Наукова діяльність
Людвік Стецький займався дослідженням історії та археології Польщі. Брав участь у розкопках давніх поселень і описував результати у своїх працях. Особливу увагу приділяв етнографічним дослідженням, вивчаючи традиції та культуру польського народу.  
Стецький був автором кількох наукових публікацій, присвячених польському фольклору та археологічним дослідженням. Його роботи внесли значний вклад у розвиток історичної науки у XIX столітті<ref>Nowak, Piotr